# CXCL2
C-X-C motif chemokine 2 (CXCL2) ist ein Protein aus der Gruppe der Chemokine.

## Eigenschaften
CXCL2 wird von aktivierten Monozyten, Makrophagen und Neutrophilen am Ort einer Entzündung gebildet und rekrutiert polymorphkernige Leukozyten und hämatopoetische Stammzellen. Die Aminosäuren 5 bis 73 zeigen eine chemoattraktive Wirkung auf Neutrophile. CXCL2 besitzt zwei Disulfidbrücken. CXCL2 bindet an CXCR1 und CXCR2. Es wird als Reaktion auf Lipopolysaccharide gebildet. Es ist zu 90 % identisch zu CXCL1. Beim Menschen liegt das Gen auf Chromosom 4 in einem Gen-Cluster mit anderen CXC-Chemokinen.